# Cerodontha thompsoni
Cerodontha thompsoni är en tvåvingeart som beskrevs av Frick 1952. Cerodontha thompsoni ingår i släktet Cerodontha och familjen minerarflugor. Inga underarter finns listade i Catalogue of Life.